# My Dream (альбом Тіффані Алворд)
«My Dream» (укр. «Моя мрія») — третій загальний та перший альбом, який складається з виключно оригінальних пісень, американської співачки Тіффані Алворд. Альбом продавався у сигляді CD та на iTunes. Всі пісні були спродюсовані Tate Music Group, окрім «Heartbreak», яку спродюсував Курт Гуґо Шнайдер (англ. Kurt Hugo Schneider). Однойменна пісня з альбому — перша оригінальна композиція, яку Тіффані виклала на своємо YouTube каналі.

## Список композицій
| #   | Назва                  | Тривалість |
| --- | ---------------------- | ---------- |
| 1.  | «My Sunshine»          | 3:05       |
| 2.  | «Little Things»        | 4:05       |
| 3.  | «Possibility»          | 3:25       |
| 4.  | «Moment in Time»       | 4:10       |
| 5.  | «Perfect Chemistry»    | 3:46       |
| 6.  | «My Dream»             | 3:25       |
| 7.  | «My Notebook»          | 3:04       |
| 8.  | «The One That I Adore» | 3:25       |
| 9.  | «Heartbreak»           | 4:45       |
| 10. | «Crazy Good»           | 3:45       |